# Jean-Ambroise Baston La Riboisière
Jean-Ambroise Baston La Riboisière, conte de (1759 - 1812), a fost un general francez al perioadei războaielor napoleoniene.
Locotenent în regimentul de artilerie de La Fère, La Riboisière îl cunoaște aici pe Bonaparte și devine căpitan în 1792 și director adjunct al parcului de artilerie de la Mainz, apoi director (1795) al parcului de artilerie al „Armatei Rinului”. Servește apoi cu distincție în armatele „Elveției”, „Dunării” și „Rinului”, între 1798 și 1801. În 1803 devine general de brigadă și comandant al Școlii de artilerie din Strasbourg, un an mai târziu. Face campaniile „Marii Armate” din 1805 - 1807, fiind prezent la marile succese de la Austerlitz și Jena, apoi la Lübeck, unde este rănit. Participă apoi și la bătăliile de la Eylau și la asediul orașului Danzig, unde este din nou rănit. După încheierea ostilităților, generalul construiește ambarcațiunea ce adăpostește reuniunea dintre Împăratul Napoleon și Țarul Alexandru, la Tilsit. În același an (1808), este numit comandant șef al artileriei din Spania, devenind conte al Imperiului în octombrie al aceluiaș an, remarcându-se la Somosierra și Madrid. În 1809, după redeclanșarea ostilităților cu Imperiul Austriac, La Riboisière este rechemat la „Marea Armată din Germania”, înlocuindu-l, la un moment dat, pe Songis în calitate de comandant al artileriei acestei armate. Este apoi comandant al artileriei Gărzii și inspector general al artileriei. În timpul campaniei din Rusia, generalul este comandant al artileriei „Marii Armate”, distingându-se la Smolensk, Moskova, Krasnoie dar moare de epuizare, la Königsberg, în timpul „teribilei retrageri”. Numele său este înscris pe Arcul de Triumf din Paris.